# Biahmu
Biahmu (o Byahma) és un lloc a 7 km d'el Faium on es conserven les restes de dos grans blocs de pedra que foren els pedestals sobre els que es van erigir el colossos d'Amenemhat III, dues estàtues colossals del faraó que tenien uns 12 metres d'altura, col·locades antigament sobre els enormes pedestals.